# Orbilia cyathea
Orbilia cyathea är en svampart som beskrevs av Velen. 1934. Orbilia cyathea ingår i släktet Orbilia och familjen vaxskålar.   Inga underarter finns listade i Catalogue of Life.